# 木鞋

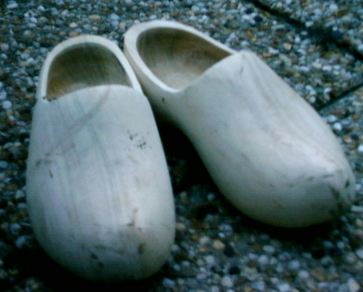
荷蘭木鞋

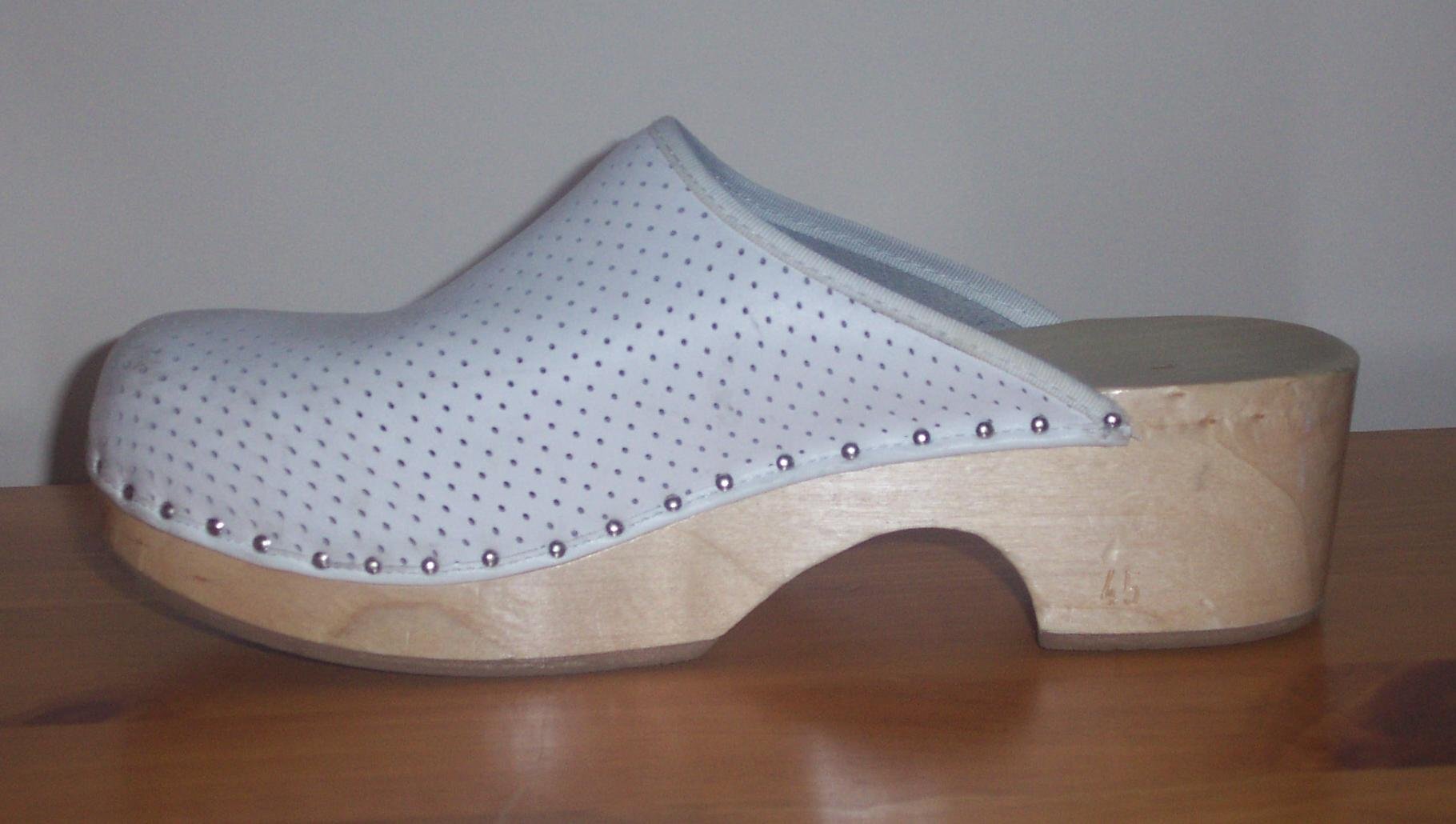
瑞典木鞋

木鞋是鞋子的一種形式，也稱為木屐，其中有許多也是涼鞋。是某些地區的傳統文化之一，有時被當作藝術品，例如荷蘭木鞋、日本的下馱等。中國現在的木屐，仍穿于如廣東西部農村等偏遠地區。今日辨別中日式木屐，多以中式木屐夾腳點靠近大拇指當作區分的方式。但更早以前的中國木屐，則因為過去漢人製鞋多不分左右腳，且系帶孔多在木屐底中間，或者更可以說，日式木屐大致復刻了其始創，即漢木屐，因而無法與日式木屐有所差異。

## 各地木屐

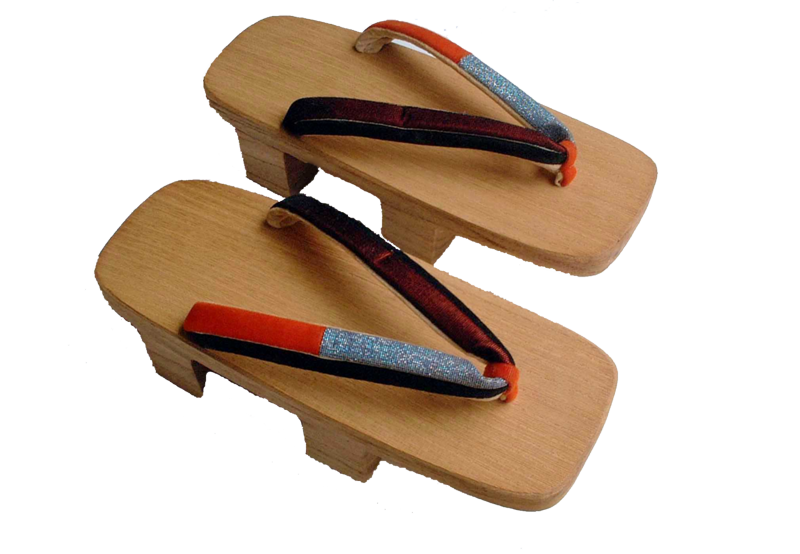
日本傳統的木屐——下馱

### 東亞

#### 中國
木屐是汉服足衣的一种，是最古老的足衣之一。相傳尧舜禹以后始服木屐。，現時中國境內出土最古的木屐是1988年在宁波市慈城镇内的慈湖新石器时代遗址出土的木屐。晋朝时，木屐有男方女圆的区别。木屐是汉人在清代以前，特别是汉晋隋唐时期的普遍服饰。汉代汉女出嫁的时候会穿上彩色系带的木屐。南朝梁的贵族也常着高齿屐。南朝宋之时，贵族为了节俭也着木屐。杜牧诗云：“仆與足下齒同而道不同”。由木板與木屐帶結合而成，木板的底面有兩條突起的「齒」，目的是为了雨天便于泥上行走。屐是木履之下有齿者，又称木屐。江南以桐木为底，用蒲为鞋，麻穿其鼻。
除了两齿木屐以外，汉人在军队裡还采用了平底木屐，防止脚部被带刺杂草划伤。不仅仅军人如此，平民也往往在路上穿着木屐，防止脚被带刺植物划伤。晋代还出现了屐齿可以拆卸的谢公屐，方便登山。《南史·列传第九》云：“（谢）灵运……登蹑常著木屐，上山则去其前齿，下山去其后齿。”李白《梦游天姥吟留别》：“脚着谢公屐,身登青云梯。”因此日本称谢公屐为“山屐”。八月十五夜詩（大江匡房）：“山屐田衣三五夜。短低帽放遊天。”《宇治拾遺物語・一四・三》：“開レ門て相迎たれば、泥が深きと見へて山屐の歯には、泥が事の外ついたぞ”。《中華若木詩抄・下》：“下踏の歯の誰ころびてや橋の霜”。

#### 日本
日本傳統的木屐稱為下馱。

## 延伸阅读
[在维基数据编辑]
 《欽定古今圖書集成·經濟彙編·禮儀典·屐部》，出自陈梦雷《古今圖書集成》